# Heroes of Might and Magic III: The Restoration of Erathia
A Heroes of Might and Magic III: The Restoration of Erathia (közkeletű rövidítéssel Heroes 3) egy körökre osztott stratégiai játék, melyet a New World Computing fejlesztett és a 3DO adott ki 1999-ben. A Heroes of Might and Magic sorozat harmadik darabja. A játék története a Might and Magic VI: The Mandate of Heavenének folytatása, és a Might and Magic VII előtörténete. A játékos hat plusz egy különböző hadjárat közül választhat, melyek a fő sztoriszálat göngyölítik fel, illetve választhatja az egyszerű küldetéseket, melyekben összemérheti tudását a számítógéppel, illetve más játékosokkal.
A játékmenet nagyon hasonlít az elődökére, a játékos bizonyos számú hőst irányíthat, ezeknek parancsnoksága alatt pedig a mitológiából és legendákból ismert egységeket. A játék két fő részből áll, a főtérképből – ahol a hősök mozognak, illetve a körökre osztott játékmódú csataképből – ahol az alájuk rendelt egységek. A játékban nyolc vártípus közül választhatunk, ezekben nyersanyagért többféle épületet emelhetünk, melyekben seregünkbe fogadhatunk különböző lényeket. A hős tapasztalatpontokat szerezhet a csatában legyőzött egységek után, illetve a főtérképen egyéb módokon is. A játék célja általában az összes ellenséges hős elpusztítása, illetve ellenséges vár elfoglalása, de egyes pályákon más cél is meg lehet adva (pl. egy tárgy megtalálása, adott mennyiségű nyersanyag, vagy egység összegyűjtése).
A Heroes III a játékosok és a kritika által is pozitív fogadtatásra lelt. A játéknak két kiegészítője is megjelent, az Armageddon's Blade és a Shadow of Death. Heroes Chronicles címmel egy hatrészes sorozat is megjelent, amely egyszerűsített játékmenettel vezet fel egy másik sztorit. 2015-ben a Ubisoft kiadta a játék nagyobb felbontásra és széles képernyőkre optimalizált HD-verzióját, amely – a forráskód állítólagos elvesztése miatt – nem tartalmazza a két kiegészítőt. Számos rajongói MOD ("In The Wake of Gods", "Horn of Abyss") a későbbiek során javított a játék stabilitásán, illetve új funkciókat is hozzáadott.
Hazai népszerűségéhez nagymértékben hozzájárult az is, hogy a PC Guru 2001/3. számához teljes játékként mellékelte, így szélesebb tömegekhez is eljutott.

## Játékmenet
A játék alapja a térképen való kalandozás és a körökre osztott harc. Mint az a sorozatban megszokott, hősöket irányíthatunk, akik mitikus lényeket toborozva, azok parancsnokaiként küzdenek meg az ellenféllel. A győzelemhez előre rögzített feltételek teljesülésére van szükség, ami a legtöbb esetben az, hogy valamennyi ellenfelet le kell győznünk, de lehet az is, hogy például gyűjtsünk be egy speciális varázstárgyat, szerezzünk meghatározott mennyiségű nyersanyagot, vagy egy puzzle kirakásával találjuk meg a grált. Ha a játékos elveszíti valamennyi várát, hét napja van arra, hogy elfoglaljon egyet, különben vége a játéknak.
Két szinten, föld felett és föld alatt haladhatunk, a kettő közötti átjárást portálok biztosítják. A térképeken számos objektum várja, hogy felfedezzék, mindenekelőtt a bányák, melyek nyersanyagok kitermelésére alkalmasak. A megfelelő nyersanyag a kulcsa a további fejlődésnek. Ennek érdekében az általunk elfoglalt bányákat a játék megjelöli, és azok nekünk szállítják a meghatározott mennyiségű nyersanyagot.
Minden csapathoz kétféle hős sorolható. Ezek a harcos, illetve a mágus. Kezdetben elég tapasztalatlanok, így a játék elején még nem olyan fontos a hősök fejlesztése, a játék vége felé, amikor már akár ezer fős hadsereg van a kezünkben, akkor már egy minimális tulajdonság is megváltoztathatja a harc kimenetelét. Hősöknek tapasztalatot szerezhetnek azzal, hogy megölnek lényeket, hősöket győznek le, s még sok más módja is lehet a tapasztalatpont-szerzésnek. Ha megfelelő tapasztalatot szereztünk, a hős szintet lép, erősebb lesz. Egy hős rengeteg szintet ugorhat, bár egyre nehezebb lesz a szintlépés a magas tapasztalatpont költség miatt. Minden szintlépéskor kap egy elsődleges képzettséget, illetve választhatunk kettő másodlagos képzettség közül egyet. Ezeket véletlenszerűen választja ki a játék, viszont az esélye a "jó" képzettség kidobására változik, attól függően, hogy milyen kasztban van a hős. Például egy harcos hős az élete során több támadást és védekezést szerez, mint mágikus energiát, vagy tudást, hisz egy harcos csak nem a varázslataiból tanul, mint a harcban szerzett fegyveres tapasztalataiból.
Minden hősnek van négyféle elsődleges képzettsége. Attack (támadás), Defense (védekezés), Power (mágikus energia), Knowledge (tudás). A harcosok általában támadásra, illetve védekezésre szoktak koncentrálni, a mágusok pedig az energiájukra, és a tudásukra támaszkodnak. A támadás az egységek támadási képzettségét növeli, ami nagyban segít a magas sebzés elérésében. A védekezés pedig ennek az ellenkezője, a lényeket ért támadások felfogásához járul hozzá. Magas védekezéssel elérhető a minimális veszteség. A hősök energiája a varázslataik hatásosságát növeli. Például az egységekre szórt áldás/átok, s egyéb varázslatok időtartamát, a támadó mágiák sebzését, és az idézések létszámát növeli. Magas energia hatalmas pusztítást vihet véghez. A tudásra rakott minden egyes pont 10 pontot ad a hős varázspontjaihoz. Minden varázslatnak van egy bizonyos megidézési költsége, amit a varázspontokból von le. Ha nincs elég varázspont, nem jöhet létre a varázslat.
A hősöknek másodlagos képességeiből 28 létezik, ami már nem csak a harchoz kapcsolható. Egy hősnek maximálisan nyolcféle másodlagos képessége lehet. Léteznek limitációk, pl. élőhalott hősök nem tanulhatják be a "Leadership" képességet, mivel az az élőholt egységekre nem hat. Viszont a többi hős pedig nem tanulhatja meg az élőholtak feltámasztására alkalmas "Necromancy" képességet. Egy másodlagos képesség további 3 részre osztható (Basic, Advanced, Expert). Minden egyes hősnek van egy speciális képzettsége, ami csak arra az egy bizonyos hősre jellemző. Például vannak olyan hősök, amik a bevételt növelik +350 arannyal. Vannak olyan hősök, amik naponta +1 nyersanyagot termelnek. A leggyakoribbak azok a hősök, amik egy-egy másodlagos képzettség hatásosságát még tovább növelik fokozatonként +5%-kal (tehát "expert" fokozaton 15%-kal lesz jobb). Illetve a legutolsó hősök a lényekre specializálódnak. Ezek a hősök a lényeket a támadásban, a védekezésben, illetve azok sebességében okoznak pozitív hatást.
A váraknak számos funkciója van, a legfontosabb az, hogy különféle építmények felhúzása után lényeket termelnek. Emellett meghatározott mennyiségű aranyat is szállítanak, varázslatokat lehet bennük megtanulni, illetve megfelelően megerősítve az utolsó védelmi vonala lehet a játékosnak. Új épületek felhúzásához arany és valamilyen nyersanyag kell, gyakran többféle is. Fa és kő kell a legtöbbhöz, de gyakran ritkább anyagokra is szükség van (higany, kristály, drágakő, kén). Minden frakciónak van egy elsődleges nyersanyaga, az ehhez kapcsolódó bánya birtoklása kulcsfontosságú. A várakban az egyes frakciók egyedi, mások számára nem elérhető épületekkel is rendelkeznek. Mindegyiküknek egyedi lénytípusa van, szám szerint hét darab, és ezeket egy alkalommal továbbfejleszthetjük. Léteznek olyan egységek, amelyeket a játéktérképen vehetünk fel.
Bónusz feladatként megkereshetjük az adott térképen valahol elrejtett grált, amit a városunkba cipelve egy különleges bónuszt ad, valamint több és olcsóbb lényt.

## Történet
A játék hét kampányból áll, mindegyik más és más nézőpontból meséli el ugyanazokat a történéseket, többnyire az adott vártípus beállítottságától függően.
A Might and Magic VI cselekménye alapján Roland Ironfist király rejtélyes körülmények között eltűnik, így felesége, Catherine királynő egyedül maradt Enrothban. Nem sokkal később hírül veszi, hogy apját, Lord Gryphonheartot, Erathia királyát meggyilkolták. Hamarosan Nighon és Eeofol ördögi teremtményei szállják meg a békés királyságot. Catherine hazatér Antagarich földjére, hogy visszaállítsa a királyság valaha volt békéjét.
Erathia fővárosát, Steadwicket az eeofoli Kreeganek és a nighoni hadurak lerohanják és kifosztják. Nyugaton Tatalia és Krewlod királyságai próbálkoznak területet szerezni – a játékos választhat, hogy melyiküknek segít. Catherine első feladata szövetségeseket szerezni a harcban. Bracada varázslói és Avlee tündéi segítségével sikerül előretörniük és felszabadítani Steadwicket és az ország nyugati felét. Közben Lucifer Kreegan, Eeofol parancsnoka kijelenti, hogy a fogságában van Roland király. Avlee megtámadja és elfoglalja Eeofolt, de Rolandot már akkor továbbszállították északra. Ezután Catherine visszaszorítja Nighon erőit kis szigetbirodalmukra.
Eközben Deyja nekromantái ördögi mesterkedésüknek köszönhetően lichként felélesztik Gryphonheart királyt. Úgy hiszik, hogy az ő vezetésével legyőzhetetlen élőhalott seregük lesz. De a király túl önálló életet kezd el élni, s Catherine kénytelen a nekromantákkal szövetkezni, hogy végezzen azzal a lénnyel, aki egykor az apja volt.
Egy bónuszkampányban egy szakadár tartomány küzdelmeit kísérhetjük figyelemmel, mely el akar szakadni mind Erathiától, mind Avleetől. Később kiderül, hogy ez Archibald Ironfist műve.

## Megjelenés
Eredetileg 1999. március 3-án jelent meg Windowsra. Macintosh alá a 3DO végezte a portolást, a Loki Software pedig a Linux-verzióért felelt. 2000-ben "Heroes of Might and Magic 2" címmel megjelent Game Boy Colorra is egy olyan verzió, mely ötvözi az első, a második és a harmadik rész egyes elemeit. Egy Dreamcast-port is tervbe volt véve, de a konzol képességei nem tették lehetővé, hogy a játék kielégítően fusson rajta, ezért elálltak tőle.
Két hivatalos kiegészítő jelent meg hozzá: az "Armageddon's Blade"  egy új frakcióval, hat új kampánnyal, véletlenszerű pályagenerátorral, új lényekkel, hősökkel és épületekkel bővítette a játékot. A "Shadow of Death" egy önállóan is futtatható kiegészítő, hét új kampánnyal, továbbá a kombinálható varázstárgyak beemelésével mutatott újat. 2000-ben a "Complete" változat is megjelent, egybegyúrva az alapjátékot a két kiegészítővel, ehhez készített telepítőprogrammal és átdolgozott menürendszerrel.
2015. január 29-én megjelent a "HD Edition" névre hallgató változat PC-re, Androidra és iOS-re is. A játék felbontását megemelték, ennek megfelelően feljavították a grafikát és széles képernyőkre (16:9) optimalizálták a képet. Ez a kiadás nem tartalmazza a kiegészítőket, arra hivatkozással, hogy a forráskód elveszett.

## Fogadtatás
A játékot mind a játékosok, mind a kritika jól fogadták. A GameRankings oldalon átlagosan 87%-ra értékelték. A Next Generation lap szerint a Heroes 3 bebizonyította, hogy a körökre osztott játékmód nem halott. A Computer Gaming World szerint a játék ugyanolyan addiktív, mint elődei, negatívumként mindössze a kampányok nehézségi szintje közötti aránytalanságot és a nehézkes internetes kapcsolódást jegyezték meg.

## Fordítás
Ez a szócikk részben vagy egészben  a   Heroes of Might and Magic III című angol Wikipédia-szócikk ezen változatának fordításán alapul.  Az eredeti cikk szerkesztőit annak laptörténete sorolja fel. Ez a jelzés csupán a megfogalmazás eredetét és a szerzői jogokat jelzi, nem szolgál a cikkben szereplő információk forrásmegjelöléseként.